# Bolívar (Uruguai)
Bolívar és un poble de l'Uruguai ubicat al nord-est del departament de Canelones, 75 quilòmetres al nord de Montevideo, sobre la ruta nacional 7.

## Geografia
Es troba a una altitud aproximada de 54 metres sobre el nivell del mar i rep el seu nom en honor d'un dels màxims pròcers de l'emancipació americana, el General Simón Bolívar, considerat, així mateix, figura nacional a nombrosos països sud-americans, entre ells, Bolívia i Veneçuela.

## Població
Segons les dades del cens de 2004, Bolívar tenia una població aproximada de 94 habitants.
| Any  | Població |
| ---- | -------- |
| 1963 | 110      |
| 1975 | 107      |
| 1985 | 100      |
| 1996 | 152      |
| 2004 | 94       |

Font: Institut Nacional d'Estadística de l'Uruguai